# لبدینوفکا (شهرستان علم‌الدین)
لبدینوفکا (به لاتین: Lebedinovka) یک روستا در قرقیزستان است که در استان چوی واقع شده‌است. لبدینوفکا ۲۰٬۷۰۹ نفر جمعیت دارد و ۷۳۰ متر بالاتر از سطح دریا واقع شده‌است.